# Oxypilus annulatus
Oxypilus annulatus es una especie de mantis de la familia Hymenopodidae.

## Distribución geográfica
Se encuentra en Senegal.